# Montceaux-l'Étoile
Montceaux-l'Étoile is een gemeente in het Franse departement Saône-et-Loire (regio Bourgogne-Franche-Comté) en telt 255 inwoners (1999). De plaats maakt deel uit van het arrondissement Charolles.

## Geografie
De oppervlakte van Montceaux-l'Étoile bedraagt 9,8 km², de bevolkingsdichtheid is 26,0 inwoners per km².
De onderstaande kaart toont de ligging van Montceaux-l'Étoile met de belangrijkste infrastructuur en aangrenzende gemeenten.

## Demografie
Onderstaande figuur toont het verloop van het inwonertal (bron: INSEE-tellingen).

## Geboren
- Claude de Saint-Georges (1634-1714), aartsbisschop van Lyon

1. ↑  Populations de référence 2022.